# تقرير اتشيسون
تقرير اتشيسون بشكل عام هو تحقيق مستقل في تفاوت الرعاية الصحية. 
وقد نشأ هذا التقرير ونشر في عام 1998 بواسطة تحقيق في المملكة المتحدة برئاسة دونالد اتشيسون

## محتوى التقرير
مثل التقارير السابقة في تفاوت الرعاية الصحية في المملكة المتحدة بما في ذلك تقرير Black and Whitehall 
study
يوضح تقرير اتشيسون وجود التفاوتات وعلاقتها بالطبقة الاجتماعية، من بين نتائج التقرير انه على الرغم من انخفاض في معدل الوفيات بين عامي 19970_1990، فإن الطبقات الاجتماعية العليا شهدت انخفاضاً أسرع في معدل الوفيات 
يحتوي تقرير اتشيسون على 39 اقتراح سياسي في مجالات تتراوح من الضرائب إلى الزراعة، لتحسين الفوارق الصحية، كان لها التأثير على الورقة الخضراء الحكومية عام 1998؛ عقد من أجل الصحة والتي كان هدفها المعلن هو الحد من التفاوتات الصحية (أمتنا الصحية)،والورقة البيضاء لعام 1999 إنقاذ الأرواح: أمتنا الأكثر صحة. 

## أعضاء التحقيق
فيما يلي أعضاء التحقيق:
- دونالد أتشيسون (الرئيس)
- ديفيد باركر
- جاكي تشامبرز
- هيلاري جراهام
- مايكل مارموت
- مارجريت وايته

## التاثير
قارن البروفيسور كلير بامبرا في عام 2016 التقرير بتقرير بلاك السابق والتقرير اللاحق لمايكل مارموت.
تم نشر تقرير اتشيسون في مناخ أكثر ملاءمة من أي منهما، وقالت إنه على الأقل بين عامي 1997 و 2003، عكست السياسة الصحية عبر المملكة المتحدة بعض الأفكار الواردة في تقريري بلاك وأتشيسون.
كان هناك تركيز ثابت على الحاجة إلى معالجة المحددات الاجتماعية والاقتصادية لعدم المساواة الصحية وكذلك الالتزام بتطبيق سياسات حكومية شاملة لمعالجة عدم المساواة الصحية.
الأهم من ذلك، بحلول عام 2004، تم إدخال الأهداف الوطنية للحد من التفاوتات الصحية مع التركيز على متوسط العمر المتوقع ومعدل وفيات الرضع. 
تم تقديم سلسلة من المبادرات، منها:
- مناطق العمل الصحي
- مراكز الحياة الصحية
- برامج تحسين الصحة
- الصفقة الجديدة للمجتمعات.

ولكن، ربما بسبب هذه المبادرات، من عام 2004 إلى عام 2007، ابتعدت سياسة الصحة العامة عن المحددات الاجتماعية والاقتصادية وبدلاً من ذلك ركزت أكثر على الخدمات الصحية وسلوكيات نمط الحياة. 
تم التخلي عن أهداف عدم المساواة الصحية في جميع أنحاء المملكة المتحدة في عام 2011. كان تأثير السياسة في الحد من التفاوت الصحي متواضعاً.